# Haudaudine
El Haudaudine fue una fragata de vela francesa con aparejo completo propiedad de la Société Anonyme des Armateurs Nantais. Construido por Chantiers de Penhoët en Saint-Nazaire en 1902 y bautizado con el nombre de Pierre Haudaudine, encalló frente a Nueva Caledonia el 3 de enero de 1905 y se hundió poco después de que la tripulación abandonara el barco.
El Haudaudine era el buque gemelo del Suomen Joutsen, antiguo buque escuela de la Marina finlandesa, que hoy es un buque museo en Turku (Finlandia).

## Hundimiento
El Haudaudine zarpó de Koné (Nueva Caledonia) el 3 de enero de 1905. Había llegado antes de Yokohama (Japón) en lastre y estaba cargado para su viaje de regreso con 3.042 toneladas de mineral de níquel de las minas de Katavite con destino a Róterdam y Alemania. Tras ser remolcado por el remolcador SS St. Pierre, zarpó con viento fresco. Sin embargo, al atardecer el viento amainó y las fuertes corrientes empezaron a empujar al Haudaudine hacia el arrecife de Contrariété, entre el cabo Goulvain y la isla de Porondu. Sin poder detener el barco ni alterar el rumbo, el capitán ordenó que se hicieran sondeos cada pocos minutos para determinar la profundidad del agua.
Cuando la proa del Haudaudine chocó contra el arrecife de coral, el buque viró y su popa golpeó el arrecife varias veces, inundando los compartimentos de popa. Al cabo de tres horas la popa se había calmado y el capitán dio orden de abandonar el barco a la tripulación de 25 personas y a tres pasajeros. Una vez lanzados los botes salvavidas, el Haudaudine escoró a babor, volcó y se hundió en el arrecife con siete pies de agua sobre el costado de estribor. Los botes salvavidas llegaron a Port Moneo y Bourail a la mañana siguiente.
Haudaudine fue un siniestro total y las tormentas acabaron por desintegrarlo en el arrecife. Algunos restos, como las calderas auxiliares, aún son visibles en el arrecife. Su timón ha sido restaurado y expuesto en el Museo de Historia Marítima de Nueva Caledonia.